# Gimnazija Nova Gorica
Gimnazija Nova Gorica je slovenska državna gimnazija s sedežem na Delpinovi ulici v središču Nove Gorice. Ima eno najdaljših šolskih tradicij v Sloveniji, ki pa jo je prekinila 1. svetovna vojna s posledično Rapalsko razmejitvijo in fašističnim preganjanjem slovenskega jezika in šolstva. Po 2. svetovni vojni se je ob gradnji Nove Gorice ustanovila leta 1947 v Šempetru pri Gorici in se nato 1961 preselila v danajšnjo zgradbo.
Gimnazija Nova Gorica ima več oddelkov:
- splošna gimnazija
- športni oddelek
- umetniška gimnazija - likovna smer
- umetniška gimnazija - smer gledališče in film
- maturitetni tečaj

## Zgodovina
Začetki goriškega srednjega šolstva se pojavijo leta 1620 z ustanovitvijo jezuitskega kolegija, ki ga je med drugimi vodil zgodovinopisec in profesor sholastične filozofije Martin Bavčer iz Solkana (1595–1668). Do leta 1818 se je srednje šolstvo v Gorici že razvilo do avstrijske državne gimnazije, realke in učiteljišča, v tem letu pa se je ustanovilo še bogoslovno semenišče kot prvi visokošolski zavod Avstrijskega primorja. Vendar pouk ni potekal v slovenščini, kar je 1847 vodilo v prve tečaje slovenskega jezika na goriški državni gimnaziji. Leta 1871 je bilo v Gorici že ustanovljeno prvo slovensko državno učiteljišče. 15. septembra 1910 so na goriški državni gimnaziji uvedli paralelko s slovenskim učnim jezikom, v šolskem letu 1913/1914 pa je postala goriška gimnazija prva in edina slovenska gimnazija takratne Avstro-Ogrske monarhije s slovenskim učnim jezikom, vendar je njeno delovanje že po kratkem času prekinila 1. svetovna vojna.
Italijanska zasedba je prekinila pouk v slovenščini, fašisti pa so z Gentilejevo reformo učiteljišče najprej izselili v Tolmin in ga 1927 dokončno ukinili. Šele po kapitulaciji fašistične Italije 1944 je lahko goriška gimnazija znova delovala pod nemško okupacijo, leto kasneje pa je bila Gorica po osvoboditvi z novo mejo odrezana od slovenskega zaledja. Odločilna za slovensko šolstvo v Gorici je bila zavezniška vojaška uprava, ki je s šolskim letom 1945/1946 priznala klasični licej in učiteljišče kot samostojni srednji šoli s slovenskim učnim jezikom, italijanska vlada ju je nato uradno priznala šele leta 1961. Po podpisu mirovne pogodbe z Italijo 1947, ki je potrdila novo razmejitev, je sledila odločitev o gradnji Nove Gorice in ustanovitvi gimnazije, ki je pričela s prvim šolskim letom 1947/1948 v Šempetru pri Gorici. Leta 1961 se je preselila v današnje prostore na Delpinovi ulici v centru Nove Gorice.
Od leta 1980 do leta 2007 je bila Gimnazija Nova Gorica v obdobju številnih združevanj, preimenovanj in razdruževanj: 24. oktobra 1980 se je združila z zdravstveno šolo v Srednjo šola za zdravstvo in družboslovje. 1. septembra 1983 se je šoli pridružila še kmetijska šola in nastal je Naravoslovni srednješolski center. 30. januarja 1992 je bil zavod preimenovan v Srednjo šolo Nova Gorica in 10. oktobra 1996 v Šolski center Nova Gorica, ki je združeval gimnazijo, srednjo strokovno in poklicno zdravstveno šolo ter srednjo tehniško in poklicno  kmetijsko-živilsko šolo. 1. septembra 2001 se je kmetijsko-živilska šola preselila v nove prostore v Šempetru pri Gorici, leta 2007 pa se je razdružila še srednja zdravstvena šola. S 17. julijem 2007 je Gimnazija Nova Gorica znova postala samostojni vzgojno-izobraževalni zavod.
Gimnazija Nova Gorica ima naslednje posebnosti: največjo izbirnost tujih jezikov v Sloveniji (angleščina, nemščina, francoščina, italijanščina, ruščina, španščina), ob neposredni bližini meje z Italijo je odprta v prostor slovenske skupnosti v Italiji ter v letih 2020 do 2025 najboljša Šola ambasadorka Evropskega parlamenta v Sloveniji, ali na drugem mestu.

## Znani dijaki
- Simon Gregorčič
- Anton Mahnič
- Karel Štrekelj
- Ivo Šorli
- Alojz Gradnik
- Ivan Pregelj
- Andrej Budal
- Milko Kos
- Engelbert Besednjak
- Ciril Zlobec
- Evgen Bavčar
- Kostja Gatnik
- Igor Vidmar
- Ervin Hladnik Milharčič
- Iztok Mlakar
- Borut Pahor
- Robert Golob
- Uroš Seljak
- Igor Saksida
- Erik Brecelj
- Jana Krivec

## Znani profesorji
- Maks Pleteršnik, 1866/1867
- Fran Levec, 1872/1873
- Ivan Pregelj, 1909/1910
- Anton Sovre, 1914
- Rudolf Cvetko, 1913/1914
- Hubert Bergant, 1964-1971
- Marjan Bevk -2014

## Povezave
- Spletna stran gimnazije Nova Gorica